# Oocorys caribbaea
Oocorys caribbaea är en snäckart som beskrevs av Clench och Carlos Guillermo Aguayo 1939. Oocorys caribbaea ingår i släktet Oocorys och familjen hjälmsnäckor. Inga underarter finns listade i Catalogue of Life.